# Официрски павиљон у Подграђу
Официрски павиљон у Подграђу Петроварадинске тврђаве је двоспратна грађевина, са основом ћириличног слова Г, подигнута је крајем 19. века, у близини Београдске капије.
Грађевина се својим једним крилом налази на регулацији Београдске улице, а другим, постављеним упоредо са куртином, оријентисана је према празном простору испред Београдске капије. Састоји се од подрума, приземља и два спрата, са степенишном вертикалом у дворишним анексима сваког од крила и по три стамбене јединице на спрату.
Уличне фасаде су обликоване у духу историзма, симетрично компоноване са посебно акцентованим угаоним делом на месту сучељавања два крила.